# ハクホウカスベ
ハクホウカスベ (Insentiraja subtilispinosa) は、ガンギエイ目に分類される深海エイの一種。

## 分布と生息地
オーストラリア西部やフィリピンなどの中西部太平洋に分布し、 320 ～ 1,460 mまでの深さに生息する。砂泥底に生息する底生魚でおもに無脊椎動物を捕食する。
不明な面が多い種と言われている。

## 分類
Insentiraja属には本種とInsentiraja laxipella（タイプ種）の2種が属する。ホロタイプ標本は南シナ海の深海から得られており、原記載ではトビツカエイ属とされていた。1985年に学術研究船白鳳丸によってフローレス海から2例目の個体が採集されており、1990年に和名が与えられている。